# Invitrogen
Invitrogen Corporation — крупная, многонациональная биотехнологическая корпорация, головной офис которой располагается в городе Carlsbad, Калифорния. В ноябре 2008 года произошло объединение компании Applied Biosystems и Invitrogen, при этом образовалась компания, крупнейший производитель реагентов и оборудования для биотехнологии. Образованная компания называется Life Technologies.

## История
Компания Invitrogen была основана в 1987 году Лайлом Тернером и Джо Фернандесом. Первоначально компания производила продукты для клонирования, а также создания библиотек кДНК и выделения мРНК из биологических образцов.
Invitrogen в настоящее время производит продукты для магнитного разделения, среды для клеток, обратную транскриптазу, Taq-полимеразу, продукты для клонирования и экспрессии генов, электрофореза, флюоресцентные красители. Invitrogen предлагает более 25,000 продуктов для анализа клеток, геномики, протеомики, разработки лекарств, биобезопасности, исследований в области биоинформатики, эпигенетики, стволовых клеток.